# Lavernat

Lavernat este o comună în departamentul Sarthe, Franța. În 2009 avea o populație de 633 de locuitori.